# José Calabrese
Giuseppe Calabrese Di Stefano, nació en Italia (Módica-Sicilia), el 8 de febrero de 1948 y fallece en Caracas el 21 de diciembre de 2018. Fue un Músico multinstrumentista, Director de Orquesta, Compositor Arreglista, Gerente Cultural y educador, nacionalizado como venezolano. Llegó a Venezuela a la edad de 7 años, en el año 1955. A los 8 años inició sus estudios musicales en Valencia con el maestro italiano Ángelo Inglese, posteriormente estudió en el Conservatorio de Música del Estado Aragua y en Berklee College of Music en la ciudad de Boston de Estados Unidos donde recibió clases de composición, arreglos, saxofón con profesores como Joseph Viola y Dirección Orquestal con John La Porta. En Venezuela se resaltan sus estudios de Dirección Orquestal con el Maestro Gonzalo Castellanos. Fundó el Conservatorio de Música de Carabobo y la Fundación Orquesta Sinfónica de Carabobo, además de ser Director Artístico y Musical de la Orquesta Sinfónica de Carabobo por un período de 33 años ininterrumpidos. Desde el 2019 recibió conciertos homenajes en diferentes países como Venezuela, Argentina, Colombia y Brasil.

## Reseña biográfica
La defensa del arte y de valores estéticos sociales a través de la música y la educación instrumental, caracteriza la labor que realizó por más de cincuenta años, labor que jerarquizó en el estado Carabobo. Fundador del Conservatorio de Música de Carabobo en el año 1990, Director Artístico y Musical de la Orquesta Sinfónica de Carabobo desde el año 1985 hasta su fallecimiento, Miembro Fundador de la Fundación Orquesta Sinfónica de Carabobo (1993), Presidente de la Fundación Orquesta Sinfónica de Carabobo. Formó a más de tres generaciones de jóvenes músicos que hoy en día nutren las instituciones musicales de la región carabobeña, de Venezuela y otros países. Catalogado como el formador musical más importante e icónico del Estado Carabobo.
Como director estuvo al frente de prestigiosas Orquestas Sinfónicas y dirigió a renombrados solistas nacionales e internacionales. Cabe destacar su participación como Director Invitado de la Orquesta de la V Edición del Curso de Música Internacional del Conservatorio Julián Orbón de Avilés (España) dirigiendo a los Virtuosos de Moscow, siendo nombrado Embajador Musical de Venezuela en Asturias. Además de estar como Invitado de la Orquesta Sinfónica Nacional de Cuba, Orquesta Sinfónica de Venezuela, Orquesta Sinfónica Simón Bolívar de Venezuela, Orquesta Sinfónica del Estado Mérida, entre muchas otras.
La puesta en escena de óperas, musicales y estrenos de obras de compositores latinoamericanos, venezolanos y carabobeños, lo convierten en uno de los promotores culturales más representativos de la región.
El maestro Calabrese, desde muy joven fue un músico experimentado. Formó parte de grupos de cámara, conjuntos de jazz y orquestas de festivales, además de ser uno de los músicos más solicitados para grabaciones.  Haciendo un paréntesis en sus actividades, ingresó al Berklee College of Music en Boston. A su regreso a Venezuela, tomó la batuta como Director Titular de la Banda Sinfónica 24 de Junio del Estado Carabobo, de la cual ya era subdirector, convirtiéndose en el director más joven de todas las bandas del país, estando al frente de esta agrupación desde 1980 hasta 1990. También se desempeñó como director de la Orquesta de Cámara de Universidad de Carabobo en unos de los períodos más brillantes de la misma (1987-1995).
Miembro fundador del Trío de Cámara y Quinteto de Vientos Madera de la Universidad de Carabobo, la Big Band Jazz 2000, de la Sociedad Filarmónica de Carabobo, Fundación Orquesta Sinfónica del  Estado Carabobo y Pro Arte Big Band, SC. Suma a su firme compromiso con la formación y desarrollo integral del músico, da vida al proyecto Conservatorio de Música de Carabobo, siendo su primer Director Académico. 
Ocupó cargos Directivos en la Fundación Orquesta Juvenil Juan José Landaeta de Carabobo, Academia de Música Juan Sebastián Bach, Federación de Orquestas Sinfónicas Regionales de Venezuela, Fundación Festivales del Cabriales. En el campo pedagógico cabe resaltar su desempeño como titular de las cátedras de Dirección Orquestal y Música de Cámara en el Conservatorio de Música de Carabobo. Además de haber dado clases de instrumentos de Vientos Madera y Percusión en la Escuela de Música Echeverría Lozano y de Clarinete en la Universidad de Carabobo.

## Catálogo de composiciones
- Octeteando, para Octeto de Maderas
- Divertimento, para Orquesta
- Fusión. Dedicado a los Festivales del Cabriales
- Fantasía Criolla, para Viola y Orquesta[4]
- Elegía, en memoria a los caídos en el puente llaguno el 11 de abril año 2002. Para Coro y Orquesta.
- Percusión Suite, para ensamble de Percusión
- Cello Concerto, para Violonchelo y Orquesta
- Música en Escena. Estudio número 1 para Orquesta
- Zuri y el Mar. Romanza para Viola y Orquesta
- Homenaje a Maynard Ferguson, para Orquesta
- Tres Venezolanas para un Corno, para Corno y Orquesta
- Farándula Carabobeña, para Mezzosoprano y Orquesta, con letra de Aldemaro Romero
- Concierto para Orquesta
- Joropeando,[5] para Orquesta Sinfónica
- Suite Rajmáninov/Bauzá, para Mezzosoprano, Piano y Orquesta
- Amor Amor, para Cantante masculino y Big Band Jazz
- Tierra Mojada, para Cantante masculino y Big Band Jazz

## Reconocimientos y premios
- Orden Ciudad de Valencia. Alcaldía de Valencia
- Orden José Angel Lamas. Sistema Nacional de Orquestas Infantiles y Juveniles de Venezuela
- Orden Sol de Carabobo, grado Gran Oficial. Gobernación de Carabobo
- Orden Alejo Zuluaga, Universidad de Carabobo
- Miembro Honorario, Sociedad Amigos de Valencia.
- Orden Atanasio Girardot, Alcaldía de Naguanagua
- Embajador Musical de Venezuela en Asturias (España), 2004
- Hombre del Año, Diario El Carabobeño, 2012
- Doctorado honoris causa en Educación, Universidad de Carabobo, 2016[6]
- Orden del Bicentenario, Consejo Legislativo del Estado Carabobo, 2018
- Premio Angelo Inglese, primera edición. Molfetta, Italia 2018.[7]
- Director Laureado, Reconocimiento póstumo. Orquesta Sinfónica de Carabobo, 2019.
- Acuerdo de Cámara. Homenaje y Reconocimiento Póstumo, Consejo Legislativo del Estado Carabobo, 2019.